# Zadni Planina
Zadni Planina är ett berg i Tjeckien.   Det ligger i regionen Hradec Králové, i den norra delen av landet, 110 km nordost om huvudstaden Prag. Toppen på Zadni Planina är 1 422 meter över havet, eller 87 meter över den omgivande terrängen. Bredden vid basen är 1,6 km. Zadni Planina ingår i Zlaté návrší.
Terrängen runt Zadni Planina är huvudsakligen kuperad, men åt nordost är den bergig.Runt Zadni Planina är det ganska tätbefolkat, med 58 invånare per kvadratkilometer. Närmaste större samhälle är Vrchlabí, 10,3 km söder om Zadni Planina. I omgivningarna runt Zadni Planina växer i huvudsak blandskog.